# Electroforegrama

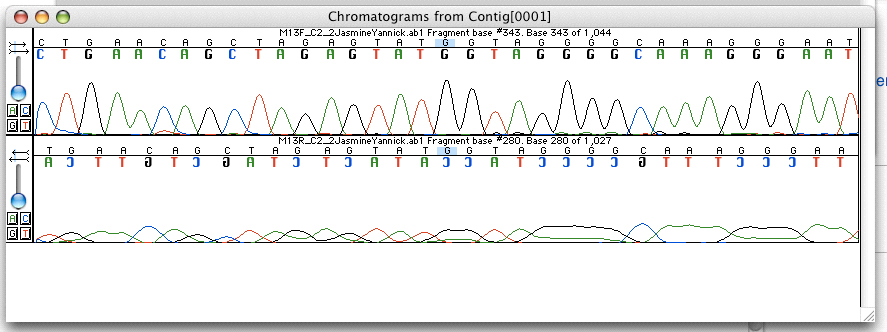
Captura de pantalla d'un cromatograma dins del programa " Seqüenciador "

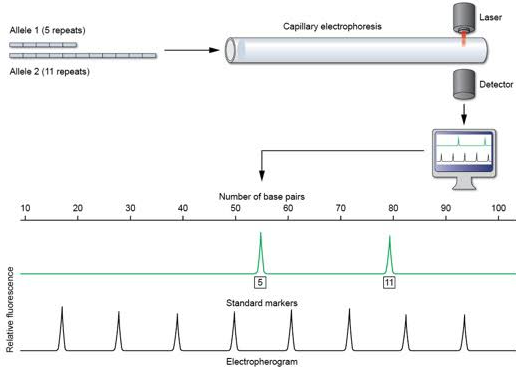
Procés d'electroforesi capil·lar a electroforegrama (Cortesia de www.biointeractive.org)

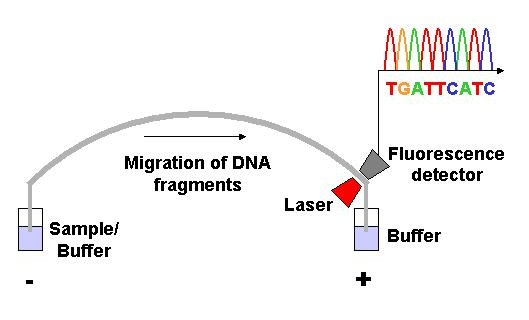
Generació de resultats

Un electroforegrama (també anomenat electroforetograma i electroforograma) és un registre o gràfic produït quan s'utilitza l'electroforesi en una tècnica analítica, principalment en els camps de la biologia forense, la biologia molecular i la bioquímica. El mètode representa punts de dades que representen un temps específic i una intensitat de fluorescència a diverses longituds d'ona de llum per representar un perfil d'ADN.
En el camp de la genètica, un electroforegrama és un gràfic de mides de fragments d'ADN, que s'utilitza habitualment per fer el genotipatge de, per exemple, la seqüenciació d'ADN. Les dades es representen mitjançant parells de bases (pb) a l'eix X, i la intensitat de fluorescència a l'eix Y. Normalment aquests diagrames s'obtenen utilitzant instruments com elsseqüenciadors d'ADN automatitzats que s'aparellen amb una electroforesi capil·lar. Aquests electroforegrames es poden utilitzar per determinar genotips de seqüències d'ADN, o genotips que es basen en la longitud de fragments d'ADN específics o en el nombre de repeticions curtes en tàndem (STR) en un locus específic. Aquests genotips es poden utilitzar per a:
- prova d'ADN genealògic
- Prova de paternitat  basada en l'ADN
- Perfil d'ADN
- filogenètica
- genètica de poblacions